# Ingemar Nielsen
Ingemar Nielsen var en dansk riddare som trädde i Magnus Ladulås tjänst, när denne störtade sin bror Valdemar Birgersson  från tronen 1275 under Slaget vid Hova. Erikskrönikan beskriver "Riddar Ingemar" som ”en stolt riddare, skön och klok”. Vidare uppger krönikan att kung Magnus hade honom kär och gav honom sin släkting Helena som hustru. År 1278 dödades han på slottet Gälakvist av sina fiender, ledda av riddaren Johan Filipsson